# Utamphorophora peruviana
Utamphorophora peruviana är en insektsart som först beskrevs av Essig 1953.  Utamphorophora peruviana ingår i släktet Utamphorophora och familjen långrörsbladlöss. Inga underarter finns listade i Catalogue of Life.